# Kanton Le Puy-en-Velay-Sud-Ouest
Kanton Le Puy-en-Velay-Sud-Ouest (fr. Canton du Puy-en-Velay-Sud-Ouest) je francouzský kanton v departementu Haute-Loire v regionu Auvergne. Tvoří ho pouze obec Vals-près-le-Puy a jihozápadní část města Le Puy-en-Velay.